# Wallander – Afrikanen
Wallander – Afrikanen är en svensk thriller från 2005. Det är den femte filmen i den första omgången med Krister Henriksson som Kurt Wallander. Filmen släpptes på DVD den 16 november 2005.

## Handling
En svart man hittas död i en godsvagn som anlänt från Sverige till Polen. Det står snart klart att mannen skjutits på en bangård i Ystad. Han hade holländskt medborgarskap och skulle åka hem från Sverige dagen efter att han sköts. En svensk man erkänner snart att han dödade mannen i en dispyt om ett vapenköp och fallet verkar vara löst. Men allt är inte som det ser ut att vara.

## Rollista (i urval)
- Krister Henriksson - Kurt Wallander
- Johanna Sällström - Linda Wallander
- Ola Rapace - Stefan Lindman
- Angela Kovács - Ann-Britt Höglund
- Marianne Mörck - Ebba
- Mats Bergman - Nyberg
- Douglas Johansson - Martinsson
- Fredrik Gunnarsson - Svartman
- Stina Ekblad - Karin Linder
- Shebly Niavarani - Farzan Keyhan
- Göran Thorell - Arvid
- Tomas Bolme - Kenneth Nilsson
- Lena Strömdahl - Maj Nilsson
- Nicklas Gustavsson - Lasse
- Sannamari Patjas - Mia
- Khalid Geire - Diao
- Birte Heribertsson - Eva
- Petra Hultgren - Lisa